# Boulonnais (cavalo)

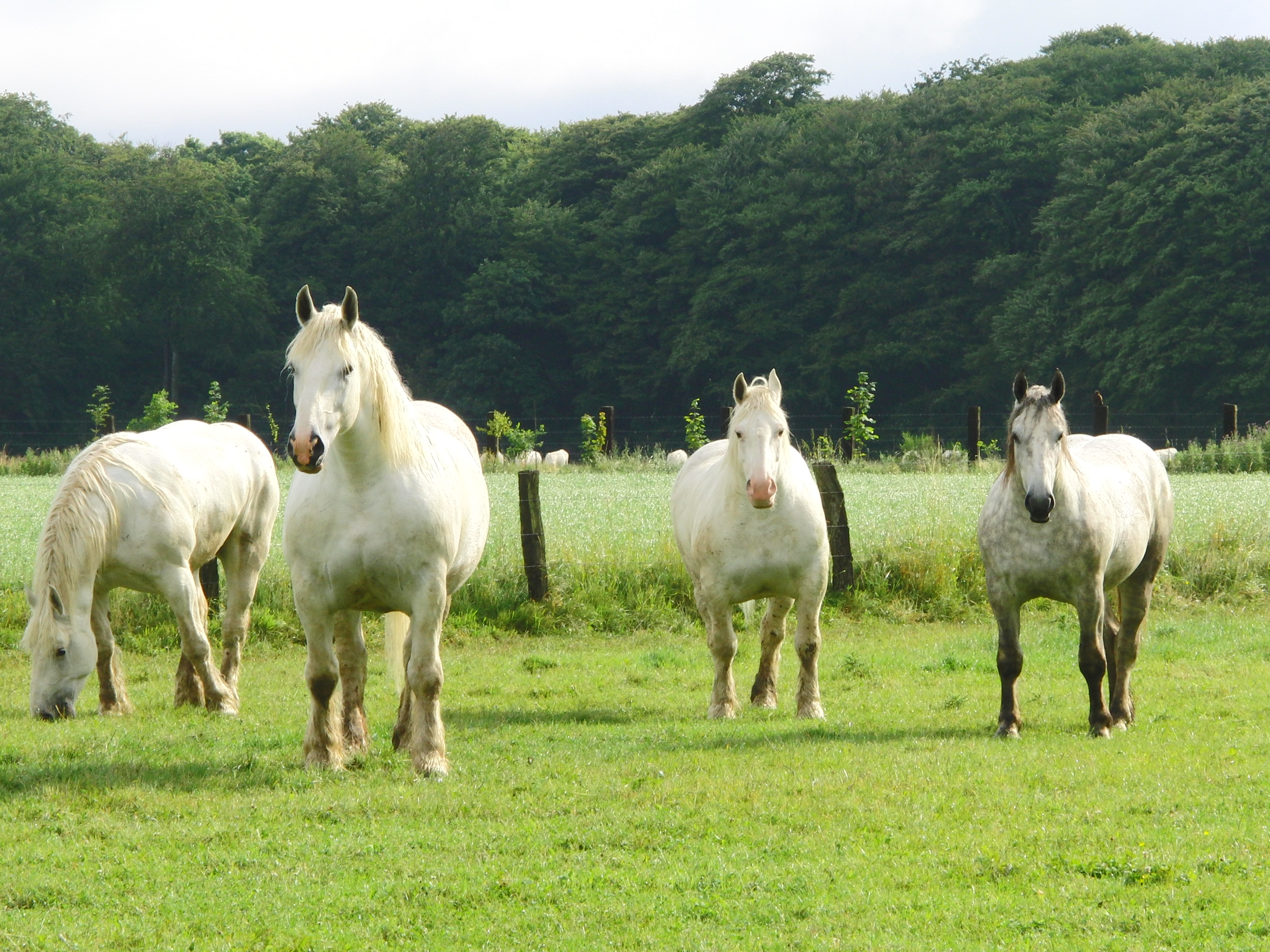
Cavalos Boulonnais em pasto, França

O Boulonnais, também conhecido em inglês como o White Horse Marble, é uma raça do cavalo de esboço. É conhecida pela sua aparência elegante e grande, mas é geralmente cinza, embora também haja castanho e preto, também são permitidos pelo registo Francês de raça. Originalmente, havia vários sub-tipos, mas eles foram cruzados até que apenas um é visto hoje. As origens da raça levam a um período anterior às Cruzadas e, durante o século XVII, o Espanhol Barb, Árabe e o Andaluz de sangue foram adicionados para criar o tipo moderno.